# NGC 1405
NGC 1405 ist eine linsenförmige Galaxie vom Hubble-Typ S0 im Sternbild Eridanus südlich des Himmelsäquators. Sie ist schätzungsweise 68 Millionen Lichtjahre von der Milchstraße entfernt und hat einen Durchmesser von etwa 30.000 Lj.
Im selben Himmelsareal befinden sich u. a. die Galaxien NGC 1372, NGC 1388, NGC 1413, IC 1975.
Das Objekt wurde am 26. Dezember 1885 vom US-amerikanischen Astronomen Francis Leavenworth entdeckt.